# 阿图尔·克瑙茨
阿图尔·克瑙茨（德語：Arthur Knautz，1911年3月20日—1943年8月6日），德国男子手球运动员。他曾代表德国参加1936年夏季奥林匹克运动会手球比赛，获得一枚金牌。他在第二次世界大战期间去世。